# Zerinho

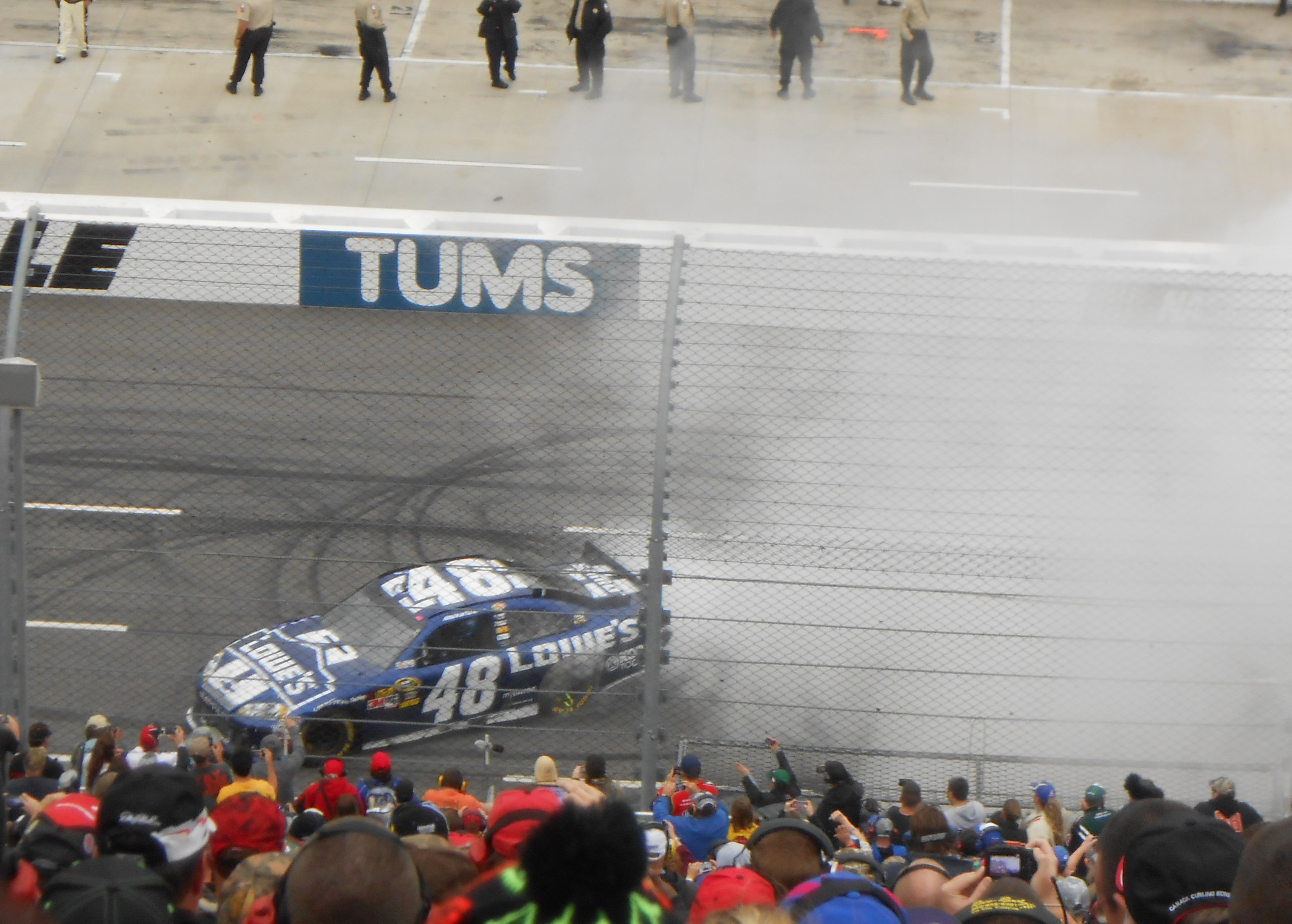
Jimmie Johnson executando um zerinho após uma vitória na NASCAR em 2012.

Zerinho (nos países anglófonos conhecido como doughnut ou donut), é uma manobra praticada com carros, motocicletas entre outros veículos. 

## Descrição
Na Austrália e Estados Unidos, é usado em conjunto com o burnout, mas com o diferencial de neste caso, o carro esta em movimentos circulares, geralmente com a roda dianteira com menos movimento. Também é utilizado em corridas de drifting dando mais ação a performance do piloto, o termo é usado também para descrever as manobras de veículos que ao praticarem o burnout, o fazem nas curvas da pista, e sem girar 360 graus, e só o suficiente para fazer a curva. É muitas vezes associada a rachas, apresentações de wheelie e atividades relacionadas.